# Mahalia Jackson
Mahalia Jackson (/məˈheɪljə/ mə-HAYL-yə;26 tháng 10 năm 1911 - 27 tháng 1 năm 1972) là ca sĩ Nhạc Phúc âm từng đoạt Giải Grammy. Sở hữu giọng contralto đầy nội lực, bà thường được nhắc đến như là "Nữ hoàng Nhạc Phúc âm".
Jackson là một trong số những ca sĩ nhạc phúc âm có nhiều ảnh hưởng nhất trên thế giới, bà cũng thường lên tiếng trên các diễn đàn quốc tế trong tư cách là một nhà hoạt động dân quyền. Harry Belafonte – ca sĩ, người viết ca khúc, diễn viên, và nhà hoạt động xã hội – từng gọi Jackson là "người phụ nữ da đen có nhiều ảnh hưởng nhất ở Hoa Kỳ".
Mahalia Jackson đã thu âm hơn 30 album (hầu hết đều do hãng Columbia Records sản xuất), trong số các đĩa 45 vòng của bà có một tá "đĩa vàng" – bán ra hàng triệu đĩa.

## Thiếu thời
Mahalia Jackson lớn lên trong xóm Black Pearl, khu dân cư Carrollton ở New Orleans, Louisiana. Ở đây có một căn nhà ba phòng trên đường Pitt chứa đến 13 nhân khẩu, trong đó có cô bé Mahalia, vẫn thường được gọi là "Halie", bởi vì một người dì cũng mang tên Mahalia. Cô có một em trai tên Roosevelt, và mẹ cô là Charity. Trong nhà, ngoài mẹ con cô, còn có vài người dì và các anh chị em họ.
Jackson mắc dị tật bẩm sinh genu varum (chân vòng kiềng). Bác sĩ muốn chữa trị bằng cách phẫu thuật đánh gãy xương của cô bé, nhưng những bà dì của cô không đồng ý. Phương pháp trị liệu của mẹ cô là chà xát chân con gái bằng nước rửa chén bẩn thỉu. Tuy nhiên, đôi chân vòng kiềng không ngăn được cô bé biểu diễn khiêu vũ cho bà chủ da trắng trong ngôi nhà mà mẹ cô và Dì Bell đang giúp dọn dẹp vệ sinh.
Khi lên Mahalia lên sáu, mẹ cô, Charity, qua đời. Đây là cú sốc lớn đối với gia đình, vì phải có người đứng ra nhận nuôi Mahalia và Peter. Dì Duke đồng ý nhận nuôi hai đứa trẻ, và chúng bị buộc phải làm việc từ sáng sớm đến chiều tối. Dì Duke luôn mang đôi găng tay trắng để kiểm tra ngôi nhà. Nếu không lau chùi sạch sẽ, Halie sẽ bị đánh đòn. Nếu một trong những người họ hàng bận việc không thể làm việc nhà, hoặc không thể đến lau dọn nhà cho những người thuê mướn họ, Halie sẽ là một trong số những đứa trẻ trong gia đình được sai đi chu tất các công việc này. Khó mà mơ tới cơ hội cắp sách đến trường.
Nhưng Halie thích ca hát, và chỉ có nhà thờ là nơi cô có thể tự do ca hát. Dì Bell bảo rằng sẽ có lúc cô trình diễn trước hoàng gia. Rồi có một ngày Halie chứng kiến lời tiên đoán ấy trở thành hiện thực. Mahalia bắt đầu sự nghiệp âm nhạc của cô tại Nhà thờ Baptist Núi Moriah. Sau khi nhận lễ báp-têm tại Sông Mississippi do quản nhiệm Nhà thờ Núi Moria, Mục sư E.D. Lawrence, chủ lễ, Mahalia trở về nhà thờ để trở nên thuộc viên chính thức của hội thánh.

## Sự nghiệp

### Thập niên 1920 – Thập niên 1940
Năm 1927, lúc 16 tuổi, Mahalia rời bỏ miền Nam lên Chicago, Illinois, đang lúc diễn ra cuộc di dân lớn lôi cuốn hàng triệu người da đen lên phương bắc, trung tây và viễn tây để mưu sinh và tránh nạn kỳ thị chủng tộc. Ngay trong Chủ nhật đầu tiên, sau khi trình bày yêu thích của cô, "Hand Me Down My Favourite Trumpet, Gabriel", Mahalia được mời gia nhập ca đoàn của Nhà thờ Greater Salem Baptist. Cô lưu diễn tại các nhà thờ trong thành phố và các vùng lân cận, với nhóm Ngũ ca Johnson Gospel Singers, một trong những nhóm nhạc phúc âm chuyên nghiệp đầu tiên.
Năm 1929, Mahalia gặp nghệ sĩ sáng tác Thomas A. Dorsey, người được xem là Cha đẻ của Nhạc Phúc âm. Dorsey cố vấn cho cô về âm nhạc, đến giữa thập niên 1930, hai người bắt đầu một chương trình lưu diễn kéo dài 14 năm. Jackson trình bày các ca khúc của Dorsey tại các chương trình và các hội nghị của hội thánh. "Take My Hand, Precious Lord" sáng tác bởi Dorsey trở thành ca khúc mang dấu ấn của Mahalia.
Năm 1936, Mahalia kết hôn với Isaac Hockenhull, lớn hơn cô 10 tuổi, và là cựu sinh viên Đại học Fisk và Học viện Tuskegee. Mahalia từ chối hát nhạc thế tục, lời hứa nguyện mà cô đã giữ trọn trong suốt cuộc đời ca hát chuyên nghiệp, dù cô biết rằng nếu nhận lời, cô có thể có những khoản tiền kếch sù. Năm 1941, Mahalia chấp thuận ly hôn với Hockenhull sau những áp lực liên tục từ người chồng muốn hủy bỏ hôn ước. Một trong những lý do dẫn đến quyết định ly hôn là Hockenhull cố thuyết phục vợ từ bỏ sự giới hạn việc trình diễn trong nhà thờ hầu có thể hát nhạc blues và nhạc pop, và như thế kiếm nhiều tiền hơn.
Năm 1931, Mahalia thu âm ca khúc "You Better Run, Run, Run, Run." Người ta không biết nhiều về ca khúc này, và hầu như không thể tìm thấy nó. Ngày 21 tháng 5 năm 1937, Mahalia thu âm một số ca khúc cho hãng Decca Coral,, với Estelle Allen đệm đàn dương cầm, gồm những bài hát, "God's Gonna Separate The Wheat From The Tares," "My Lord," "Keep Me Everyday," và "God Shall Wipe All Tears Away." Do thất bại về tài chính, Decca ngưng hợp tác với cô.
Năm 1947, Mahalia ký hợp đồng với Apollo, năm 1948 cô thu âm ca khúc "Move On Up A Little Higher", bài hát được yêu thích đến nỗi các cửa hiệu không có đủ đĩa để đáp ứng nhu cầu của khách hàng. Lượng đĩa bán ra lên đến con số đáng kinh ngạc, tám triệu đĩa. (Ca khúc này về sau được vinh danh trong Giải Grammy Hall of Fame năm 1988). Sự thành công này đã đưa tên tuổi Mahalia vào hàng các ngôi sao âm nhạc ở Mỹ và sau đó là ở Âu châu. Lúc này, Mahalia xuất hiện thường xuyên hơn tại các thính phòng, và ít hơn tại các nhà thờ, và không chỉ trình diễn với piano và organ, mà còn với những dàn nhạc lớn.
Các ca khúc khác được Mahalia thu âm cũng gây được tiếng vang như "Let the Power of the Holy Ghost Fall on Me" (1949), đoạt giải Grand Prix du Disque của Viện Hàn lâm Pháp, và "Silent Night, Holy Night" là đĩa đơn bán chạy nhất ở Na Uy. Khi Mahalia cất tiếng hát bài thánh ca "Silent Night" (Đêm Thánh Vô cùng) trên sóng phát thanh Đan Mạch, có hơn hai mươi ngàn đơn đặt hàng đổ về. Cô cũng thu âm cho Apollo các ca khúc như "He Knows My Heart" (1946), "Amazing Grace" (Ân điển Diệu kỳ)(1947), "Tired" (1947), "I Can Put My Trust in Jesus" (1949), "Walk with Me" (1949), "Let the Power of the Holy Ghost Fall on Me" (1949), "Go Tell It on the Mountain" (1950), "The Lord's Prayer" (1950), "How I Got Over" (1951), "His Eye is on the Sparrow" (1951), "I Believe" (1953), "Didn't It Rain" (1953), "Hands of God" (1953), và "Nobody Knows" (1954).

### Thập niên 1950 – Thập niên 1970
Năm 1950, Jackson là ca sĩ nhạc phúc âm đầu tiên trình diễn tại Sảnh Carnegie ở New York khi Joe Bostic tổ chức Festival Nhạc Phúc âm và Âm nhạc Tôn giáo. Trong chuyến lưu diễn châu Âu năm 1952, những nhà phê bình gọi cô là "ca sĩ nhạc phúc âm vĩ đại nhất thế giới". Tại Paris cô được gọi là Thiên thần Hòa bình, còn khi lưu diễn trên khắp lục địa cô hát trong những thính phòng đầy ắp khán giả. Sự nghiệp của Mahalia tiếp tục thăng tiến từ cuối thập niên 1950 đến đầu thập niên 1960. Cô bắt đầu một chương trình trên sóng phát thanh của CBS, và ký hợp đồng với Columbia Records trong năm 1954. Ngày 17 tháng 11 năm 1954, Tạp chí âm nhạc Down Beat đưa ra nhận xét, "Chẳng còn nghi ngờ gì, ca sĩ nhạc tâm linh vĩ đại nhất đang còn sống là Mahalia Jackson." 
Album đầu tay của Mahalia cho Columbia là The World's Greatest Gospel Singer, thực hiện năm 1954, kế tiếp là album Giáng sinh Sweet Little Jesus Boy, rồi Bless This House, đều được thực hiện trong năm 1956.
Tuy nhiên, sự thành công của cô cũng thu hút những lời chỉ trích từ những người chủ trương nhạc phúc âm chỉ nên trình diễn trong môi trường tôn giáo. Họ cảm thấy cô làm giảm giá trị giọng hát của mình nhằm tìm kiếm sự hâm mộ của đông đảo quần chúng. Tuy nhiên, trong thời gian này, Mahalia làm việc cật lực, cô hát nhiều bản nhạc phúc âm trong phim St. Louis Blues (năm 1958), và trình bày ca khúc "Trouble of the World" trong phim Imitation of Life (năm 1959), cũng như thu âm với Percy Faith. Cô là nhân tố thu hút đông đảo khán giả nhất cho phân khúc nhạc phúc âm tại Festival Jazz Newport năm 1957 do Joe Bostic tổ chức, được đài VOA thu âm và thể hiện lại trong năm 1958 (Newport 1958). Tháng 12 năm 1957, cô trình diễn tại Học viện âm nhạc Old Town School of Folk Music ở Chicago. Năm 1961, Mahalia hát trong Lễ Nhậm chức của Tổng thống Hoa Kỳ John F. Kennedy. Cô thực hiện album Giáng sinh đầu tiên Silent Night (Songs for Christmas) năm 1962. Jackson trở thành gương mặt thân quen đối với khán giả truyền hình Anh khi những cuốn phim ngắn ghi hình những buổi trình diễn của cô được phát sóng trên đất nước này.

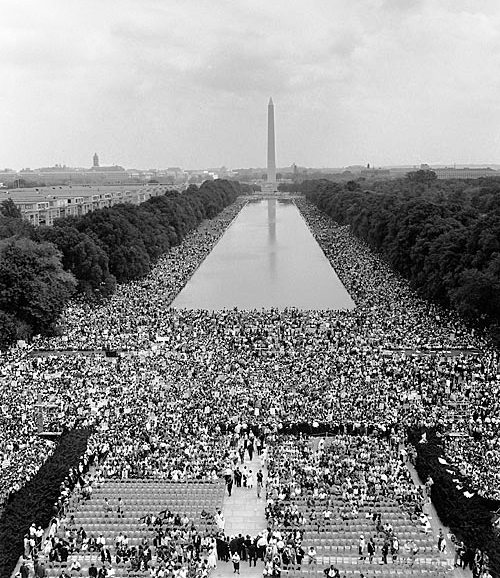
Mahalia Jackson trình diễn trước 250 000 người trong cuộc Tuần hành đến Washington 1963

Tại cuộc Tuần hành đến Washington năm 1963, Mahalia trình bày trước 250.000 người ca khúc I've Been 'Buked, and I've Been Scorned, tại đây Martin Luther King, Jr. đã đọc bài diễn văn nổi tiếng của ông Tôi có một giấc mơ. Sau khi King bị ám sát vào tháng 4 năm 1968, giọng ca của Mahalia đã cất lên với ca khúc Take My Hand, Precious Lord trong tang lễ của nhà lãnh đạo Phong trào Dân quyền Mỹ, cũng là người bạn thân của bà. Năm 1961, Mahalia thực hiện chuyến lưu diễn châu Âu lần thứ hai (Recorded Live in Europe 1961), rồi trong những năm 1963-1964, 1967, 1968, và 1969. Năm 1970 có một lần biểu diễn trước Tổng thống Liberia William Tubman.
Album cuối cùng của Jackson là What The World Needs Now (1969). Năm sau, Jackson cùng Louis Armstrong trình diễn hai ca khúc Just a Closer Walk with Thee và When the Saints Go Marching In. Năm 1971, bà kết thúc sự nghiệp của mình bằng một buổi hòa nhạc ở Đức, rồi trở về Mỹ, xuất hiện lần cuối trên chương trình truyền hình The Flip Wilson Show. Jackson không hề tiếc thời gian và công sức khi giúp đỡ người khác. Bà thành lập Tổ chức Học bổng Mahalia Jackson nhằm hỗ trợ giới trẻ có cơ hội vào đại học. Do nỗ lực xây dựng sự hiểu biết giữa các quốc gia, Mahalia được trao Giải Bồ câu Bạc.
Mahalia Jackons chọn Chicago làm nơi lưu trú cho đến cuối đời. Với số tiền kiếm được, bà mở một cửa hiệu thẩm mỹ và một tiệm bán hoa, cũng như đầu tư vào bất động sản (cao nhất là 100 000 USD một năm).

## Từ trần
Ngày 27 tháng 1 năm 1972, lúc 60 tuổi, Mahalia Jackson qua đời tại Chicago do bệnh tim và biến chứng bệnh tiểu đường. Có hai thành phố cùng bày tỏ sự thương tiếc dành cho nữ hoàng nhạc phúc âm: Chicago và New Orleans. Bên ngoài Nhà thờ Baptist Greater Salem ở Chicago có hơn 50.000 người biết và yêu quý Mahalia tụ tập về đây, lặng lẽ xếp hàng đi qua chiếc quan tài nắp kính chứa đựng thân xác người nghệ sĩ quá cố. Hôm sau, hơn 6.000 người nén chặt các hàng ghế, đứng dọc các bức tường của sảnh hòa nhạc thành phố, Nhà hát Arie Crown, để dự tang lễ kéo dài hai giờ đồng hồ. Mục sư của Mahalia, Leon Jenkins, Thị trưởng Richard J. Daley, Bà Coretta Scott King đọc điếu văn, gọi bà là "một người bạn – tự trọng, da đen, và kiều diễm." Aretha Franklin kết thúc tang lễ với ca khúc Precious Lord, Take My Hand đầy xúc động.
Ba ngày sau, cách Chicago một ngàn dặm, diễn ra một quang cảnh tương tự: những hàng người lặng lẽ thương tiếc, và thính phòng rộng lớn của Trung tâm Hội nghị Rivergate ở trung tâm thành phố New Orleans chật kín người. Thị trưởng Moon Landrieu, Thống đốc bang Louisiana John J. McKeithen cùng các ca sĩ nhạc phúc âm Bessie Griffin, và Dick Gregory ca ngợi "sức mạnh tinh thần" của Mahalia Jackson, gọi đó là nguyên nhân chính dẫn đến thành công của bà, rồi Lou Rawl hát ca khúc Just a Closer Walk With Thee. Đoàn xe tang với 24 chiếc Limousine chậm rãi đi qua địa điểm Mahalia thường đến dự lễ thờ phượng khi còn thơ ấu, Nhà thờ Baptist Núi Moriah, tại đây các bài hát của Mahalia được phát qua loa phóng thanh, rồi đoàn xe đến Công viên Tưởng niệm Providence ở Metaire, Louisiana. Mahalia được an táng tại đây. Bia mộ ghi năm sinh của Mahalia là 1912 mặc dù bà chào đời năm 1911.

## Di sản và Vinh danh
Ngay trong năm bà qua đời, Mahalia được vinh danh với Giải Grammy Thành tựu Suốt đời. Bên cạnh đó, bà được chọn vào Sảnh Vinh danh Nhạc Phúc âm của Hiệp hội Nhạc Phúc âm trong năm 1978.
Nhiều người xem Mahalia Jackson là ca sĩ nhạc phúc âm vĩ đại nhất trong lịch sử, và là một trong những giọng hát hay nhất thế kỷ 20. Người bạn thân của Mahalia, Mục sư Martin Luther King, từng nói, "một ngàn năm mới có được một giọng hát như Mahalia."
Âm nhạc của Mahalia Jackson được các đài phát thanh Cơ Đốc phát sóng thường xuyên. Người bạn thân thiết của bà, Doris Akers, là một trong số những người viết nhạc phúc âm nhiều nhất thế kỷ 20. Năm 1958, bà cùng Akers viết ca khúc Lord, Don't Move the Mountain rất được yêu thích. Jackson trình bày nhiều sáng tác của Akers như God Is So Good to Me, God Spoke to Me Ond Day, Trouble, Lead On Lord Jesus, và He's a Light Unto My Pathway, bà cũng là người hỗ trợ Akers duy trì vị trí người phụ nữ sáng tác nhạc Phúc âm hàng đầu thời ấy.
Ngoài việc cống hiến tài năng âm nhạc của mình cho thế giới, Mahalia còn ra sức bảo trợ cho một tài năng âm nhạc khác, Aretha Franklin, bà cũng là bạn thân của Mục sư C. L. Franklin, cha của Aretha, và là khách thường xuyên của gia đình này. Mahalia có những người bạn tốt như Dorothy Norwood, và Albertina Walker. Bà là người khám phá tài năng trẻ Della Reese.
Vào dịp kỷ niệm 20 năm ngày mất của Jackson, Smithsonian Folkways Recording thực hiện album I Sing Because I'm Happy để tưởng niệm bà. Fantasia Barrino, quán quân American Idol 2004 và từng đoạt Giải Grammy, được chọn vào vai Mahalia Jackson cho một cuốn phim về cuộc đời của bà do Euzhan Palcy đạo diễn, dựa trên cuốn Got to Tell It: Mahalia Jackson, Queen of Gospel xuất bản năm 1993.

## Các Giải thưởng

### Giải Grammy
| Giải Grammy trao cho Mahalia Jackson |                                                          |                                     |              |              |           |
| Năm                                  | Thể loại                                                 | Ca khúc                             | Dòng nhạc    | Nhà Sản xuất | Kết quả   |
| 1976                                 | Trình bày Nhạc Phúc âm Soul hay nhất                     | "How I Got Over"                    | Nhạc Phúc âm | Columbia     | Đoạt giải |
| 1972                                 | Giải Grammy Thành tựu Trọn đời                           |                                     |              |              | Đoạt giải |
| 1969                                 | Trình bày Nhạc Phúc âm Soul hay nhất                     | "Guide Me, O Thou Great Jehovah"    | Nhạc Phúc âm | Columbia     | Đề cử     |
| 1963                                 | Thu âm Nhạc Phúc âm hoặc Nhạc Tôn giáo hay nhất, Nhạc cụ | "Make A Joyful Noise Unto The Lord" | Nhạc Phúc âm | Columbia     | Đề cử     |
| 1962                                 | Thu âm Nhạc Phúc âm hoặc Nhạc Tôn giáo hay nhất          | "Great Songs Of Love And Faith"     | Nhạc Phúc âm | Columbia     | Đoạt giải |
| 1961                                 | Thu âm Nhạc Phúc âm hoặc Nhạc Tôn giáo hay nhất          | "Everytime I Feel the Spirit"       | Nhạc Phúc âm | Columbia     | Winner    |

### Grammy Hall of Fame
Sau khi mất, Mahalia Jackson được chọn vào Sảnh Vinh danh Grammy. Năm 1973, một giải Grammy đặc biệt được trao cho bà nhằm tôn vinh những ca khúc thu âm có tuổi đời ít nhất là hai mươi năm, "có chất lượng cao hoặc có ý nghĩa lịch sử".

| Grammy Award Hall of Fame Award |                              |                       |              |                |
| Năm ghi âm                      | Ca khúc                      | Dòng nhạc             | Nhà Sản xuất | Năm Tuyển chọn |
| 1948                            | "Move On Up A Little Higher" | Nhạc Phúc âm (Single) | Apollo       | 1998           |

### Vinh danh
| Mahalia Jackson Honors |                                     |           |                      |                               |
| Năm                    | Thể loại                            | Vinh danh | Kết quả              | Ghi chú                       |
| 1998                   | Bưu điện Hoa Kỳ                     | Tem 32¢   | Vinh danh            | Phát hành 15 tháng 7 năm 1998 |
| 1997                   | Sảnh Vinh danh Nhạc Rock and Roll   |           | Được chọn            | "Early Influence"             |
| 1988                   | Ngôi sao Đại lộ Vinh danh Hollywood |           | 6840 Hollywood Blvd. |                               |
| 1978                   | Sảnh Vinh danh Nhạc Phúc âm         |           | Được chọn            |                               |

## Những ca khúc nổi tiếng
- Trouble of the World
- Silent Night (Đêm Yên lặng hoặc Đêm Thánh Vô cùng)
- Go Tell It On The Mountain
- Amazing Grace (Ân điển Diệu kỳ)
- Take My Hand, Precious Lord
- Remember Me
- Joshua Fought The Battle Of Jericho
- Holding My Saviours Hands (Nắm tay Cứu Chúa)
- Roll Jordan, Roll (Chảy đi, sông Jordan)
- The Upper Room (Tiệc Ly)
- We Shall Overcome (Chúng ta sẽ chiến thắng - bài hát được yêu thích trong Phong trào Dân quyền tại Hoa Kỳ trong thập niên 1960)
- I'm On My Way To Canaan (Về Miền Đất Hứa)